# Anna świdnicka
Anna świdnicka (ur. 1339, zm. 11 lipca 1362 w Pradze) – księżniczka świdnicka, królowa czeska, królowa Rzymian, cesarzowa rzymska z dynastii Piastów.
Córka księcia świdnickiego Henryka i Katarzyny, której pochodzenie nie jest znane. Żona króla Czech i cesarza rzymskiego Karola IV Luksemburskiego. Matka króla Niemiec i Czech Wacława IV Luksemburskiego.

## Życiorys

### Pochodzenie i młodość
Anna, jedyne dziecko Henryka i Katarzyny, urodziła się w 1339. Jej ojciec pochodził ze świdnicko-ziębickiej linii Piastów. Był synem księcia świdnickiego Bernarda, który ok. 1310 pojął za żonę Kunegundę, córkę przyszłego króla Polski Władysława Łokietka. Nic nie wiadomo o pochodzeniu jej matki. Przez długi czas sądzono, że była ona córką króla Węgier Karola Roberta z jego pierwszego małżeństwa z księżniczką bytomską Marią. Jednakże hipoteza ta została obalona.
Anna szybko straciła ojca. Henryk świdnicki zmarł między 1343 a 1345. Osieroconą księżniczką świdnicką zaopiekowała się siostra jej babki ze strony ojca, królowa-matka węgierska Elżbieta Łokietkówna. Na dworze w Budzie, jednym z najświetniejszych w tamtym czasie, Anna przebywała do 1353. Jej opiekunowie musieli zadbać o jej edukację, gdyż w późniejszym czasie Anna wykazywała biegłość w pisaniu.

### Ślub z Karolem IV Luksemburskim
Jej stryj, książę świdnicko-jaworski Bolko II, był ostatnim niezależnym wobec króla Czech księciem śląskim. Po podpisaniu pokoju namysłowskiego 22 listopada 1348 pomiędzy królem Czech Karolem a królem Polski Kazimierzem, którego był sojusznikiem, oraz zaangażowaniu się w politykę wschodnią polskiego monarchy i wygaśnięciu sojuszu z Wittelsbachami Bolko II musiał liczyć się z zagrożeniem ze strony Luksemburga, który mógł skorzystać z okazji podporządkowania sobie ostatniego niepodlegającego mu księstwa śląskiego. Postanowił więc zawrzeć z nim umowę sukcesyjną, którą podpisano 13 grudnia 1350. Na jej mocy miało dojść do zaręczyn pomiędzy synem Karola, urodzonym w tym roku Wacławem, a bratanicą Bolka II, jedenastoletnią Anną, która w przypadku nieposiadania męskiego potomka przez księcia świdnicko-jaworskiego wraz ze swym potomstwem dziedziczyła jego księstwo. W akcie sukcesyjnym Bolko II zobowiązał się sprowadzić z Węgier Annę, która odtąd miała wychowywać się wspólnie ze swoim przyszłym mężem na przemian na dworze w Pradze i w Świdnicy. Jednakże bezpieczny już o swoje władztwo Piast nie wywiązał się z tej obietnicy. W dodatku 30 grudnia 1351 zmarł Wacław i umowa sukcesyjna stała się nieaktualna. Karol nie chciał stracić świdnickiej sukcesji i gdy 2 lutego 1353 zmarła jego żona i matka Wacława, Anna Wittelsbach, postanowił sam poślubić sukcesorkę Bolka II. Pierwsze rozmowy w tej sprawie miały miejsce na zjeździe monarchów w Wiedniu 10 marca 1353, już pięć tygodni po śmierci małżonki króla Czech. Ślub Karola i Anny odbył się 27 maja 1353 w Budzie. Byli na nim obecni książę Bolko, królowie Kazimierz Wielki i Ludwik Węgierski, książęta Ludwik VI Bawarski, Rudolf I Saski i Albrecht II Austriacki, oraz przedstawiciele Wenecji.

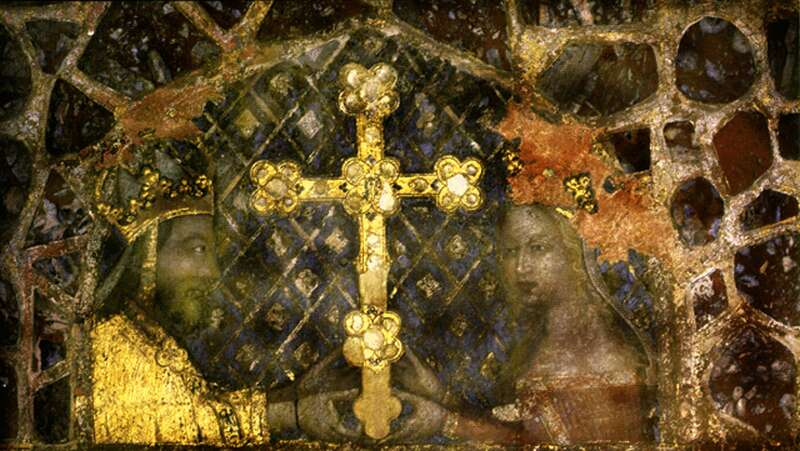
Karol IV i Anna świdnicka. Malowidło na zamku Karlštejn

Prosto z Budy małżonkowie udali się do Świdnicy. Tam 3 lipca 1353 Bolko II wydał nowy akt sukcesyjny, na mocy którego Anna i jej dzieci z małżeństwa z Karolem miały dziedziczyć w księstwie świdnicko-jaworskim, w przypadku gdyby Piast nie pozostawił męskiego potomka. Bolko II zastrzegł w akcie, że po jego śmierci dzielnicę w dożywotnie władanie przejmie jego żona, Agnieszka Habsburg. Dopiero po jej śmierci księstwo przypadnie Annie lub jej potomstwu. Następnego dnia Anna odebrała hołd od miast księstwa. Także w Świdnicy Karol zabezpieczył świdnicko-jaworski posag Anny zapisem 15 000 grzywien groszy praskich na wypadek wcześniejszej swojej śmierci.

### Jako żona Karola IV Luksemburskiego
Ze Świdnicy małżonkowie udali się do Pragi, gdzie 28 lipca 1353 Anna została koronowana na królową czeską przez arcybiskupa Arnošta z Pardubic. Na początku następnego roku, 9 lutego 1354, arcybiskup Kolonii Wilhelm von Gennap koronował ją w Akwizgranie na królową rzymską. W 1355 małżonkowie udali się do Rzymu, gdzie w niedzielę wielkanocną 5 kwietnia odbyła się ich koronacja cesarska. Po tej uroczystości małżonkowie z powodu niepokojów w Italii w pośpiechu udali się w drogę powrotną, podczas której o mało nie stracili życia. W nocy z 19 na 20 maja w pałacu, w którym przebywali, wybuchł pożar. Podobno na wpół ubrana para monarsza uciekła z niebezpiecznego miejsca. Do Pragi Karol i Anna dotarli 15 września.
Podczas licznych podróży Anna poznała wielu znanych artystów tamtego czasu, m.in. Franciszka Petrarkę, z którym korespondowała.

### Potomstwo
Pierwszym dzieckiem ze związku Anny z Karolem była córka, Elżbieta, urodzona 19 kwietnia 1358. Karol bardzo cieszył się z jej narodzin, natomiast Anna w liście do Petrarki wyrażała swoje rozczarowanie, że powiła córkę, a nie syna. Poeta w odpowiedzi przysłał cesarzowej ciepły list pocieszający. Natomiast Karol dla niej i jej dworu wybudował w pobliżu Karlštejnu pałac zwany Karlik. 19 marca 1366 Elżbieta poślubiła księcia Austrii Albrechta III Habsburga. Związek ten okazał się bezdzietny. Elżbieta zmarła po siedmiu latach jego trwania 4 września 1373, a półtora roku później Habsburg ożenił się z Beatrycze Hohenzollern, z którą doczekał się męskiego potomka.
26 lutego 1361 w Norymberdze Anna wydała na świat upragnionego syna, Wacława. Pełna radości i dumy poinformowała o jego narodzinach samego papieża Innocentego VI. Karol był równie szczęśliwy, gdyż spełniło się jego największe pragnienie, o które modlił się w czasie długiej pielgrzymki do miejsc świętych w 1357. Odtąd zaczął nazywać Annę „najukochańszą żoną”. Wacław po śmierci ojca odziedziczył po nim trony w Niemczech i Czechach.
W niedługim czasie Anna po raz trzeci zaszła w ciążę. 11 lipca 1362 na świat przyszedł drugi syn. Jednakże zarówno on jak i Anna zmarli w trakcie porodu.

### Śmierć
Anna zmarła 11 lipca 1362 w Pradze w wieku zaledwie 23 lat. Jej ciało zostało złożone w tamtejszej katedrze św. Wita.

## Genealogia
| Bernard ur. 1288/1291 zm. 6 V 1326 | Bernard ur. 1288/1291 zm. 6 V 1326 |                                                  |                                                  | Kunegunda Łokietkówna ur. przed 1298 zm. 9 IV 1331 | Kunegunda Łokietkówna ur. przed 1298 zm. 9 IV 1331 |  |  | NN | NN |           |           | NN | NN |
|                                    |                                    |                                                  |                                                  |                                                    |                                                    |  |  |    |    |           |           |    |    |
|                                    |                                    |                                                  |                                                  |                                                    |                                                    |  |  |    |    |           |           |    |    |
|                                    |                                    | Henryk ur. 1316/1324 zm. 14 VIII 1343/28 VI 1345 | Henryk ur. 1316/1324 zm. 14 VIII 1343/28 VI 1345 |                                                    |                                                    |  |  |    |    | Katarzyna | Katarzyna |    |    |
|                                    |                                    |                                                  |                                                  |                                                    |                                                    |  |  |    |    |           |           |    |    |
|                                    |                                    |                                                  |                                                  |                                                    |                                                    |  |  |    |    |           |           |    |    |
|                                    |                                    |                                                  |                                                  |                                                    |                                                    |  |  |    |    |           |           |    |    |

|                                                    |                                                    | Karol IV Luksemburski ur. 14 V 1316 zm. 29 XI 1378 OO 27 V 1353 | Karol IV Luksemburski ur. 14 V 1316 zm. 29 XI 1378 OO 27 V 1353 | Anna ur. 1339 zm. 11 VII 1362       | Anna ur. 1339 zm. 11 VII 1362       |  |  |  |  |
|                                                    |                                                    |                                                                 |                                                                 |                                     |                                     |  |  |  |  |
|                                                    |                                                    |                                                                 |                                                                 |                                     |                                     |  |  |  |  |
|                                                    |                                                    |                                                                 |                                                                 |                                     |                                     |  |  |  |  |
| Elżbieta Luksemburska ur. 19 IV 1358 zm. 4 IX 1373 | Elżbieta Luksemburska ur. 19 IV 1358 zm. 4 IX 1373 | Wacław IV Luksemburski ur. 26 II 1361 zm. 16 VIII 1419          | Wacław IV Luksemburski ur. 26 II 1361 zm. 16 VIII 1419          | syn ur. 11 VII 1362 zm. 11 VII 1362 | syn ur. 11 VII 1362 zm. 11 VII 1362 |  |  |  |  |